# Acidia cognata
Acidia cognata ist eine Fliege aus der Familie der Bohrfliegen (Tephritidae).

## Merkmale
Die Fliegen erreichen eine Körperlänge von 6,5 bis 7,0 Millimetern. Ihr Körper ist glänzend rotgelb gefärbt, der Kopf ist weißgelb und schimmert silbern. Die Strieme auf der Stirn ist matt. Die Schulterbeulen und die Seitenstrieme sind bis unter die Flügel weißgelb gefärbt. Die Flügel sind markant gefärbt und tragen fünf gelbliche und braungescheckte Binden, die untereinander verbunden sind. Die erste Binde beginnt am Flügelansatz mit einem quadratischen Fleck, die dritte verläuft über die Ader Tp, parallel zur schmalen zweiten Binde, mit der sie sich am Flügelhinterrand trifft. Die fünfte Binde liegt auf der Flügelspitze und ist entlang des Flügelvorderrandes, parallel zur vierten Binde, mit der dritten Binde verbunden. 

## Vorkommen und Lebensweise
Die Tiere kommen in Mittel- und Nordeuropa verbreitet vor. Die Larven minieren in den Blättern von Huflattich (Tussilago farfara) und Pestwurzen (Petasites).